# Nya Varvets landskommun
Nya Varvets landskommun var en landskommun på södra älvstranden i Göteborgs och Bohus län.

## Administrativ historik
Landskommunen bildades 1876 ur det som varit Karl Johans landskommun. Den 1 januari 1931 upplöstes kommunen - med 373 invånare - och införlivades med Göteborgs stad.